# Air Buster
Air Buster — aussi connu sous le nom Aero Blasters — est un jeu vidéo de type shoot 'em up développé par Inter State Kaneko, sorti sur borne d'arcade en 1990. Le jeu a été commercialisé sur PC-Engine et Mega Drive, uniquement au Japon et aux États-Unis.

## Système de jeu
Air Buster est un shoot them up à scrolling horizontal jouable à deux en simultané.

## Versions
- 1990 - Arcade
- 1990 - PC-Engine (édité par Hudson Soft, appelé Aero Blasters)
- 1991 - Mega Drive (édité par Kaneko, appelé Aero Blasters au Japon et Air Buster aux États-Unis)